# Ivan Šaško
Ivan Šaško (Ðivan , perto de Vrbovec, 1 de agosto de 1966) é um prelado croata da Igreja Católica Romana que serve como bispo auxiliar da Arquidiocese Católica Romana de Zagreb desde 29 de março de 2008.

## Início da vida e educação
Ivan Šaško nasceu em uma pequena aldeia de Ðivan perto de Vrbovec em 1 de agosto de 1966, filho de Stjepan e Ljubica Šaško. Ele freqüentou as duas primeiras classes da escola primária em Banovo, e terminou em Vrbovec no ano de 1981. Após a formatura, frequentou o seminário menor em Zagreb. Ele se formou no Seminário Preparatório Interdiocese em 1985, após o qual foi servir no exército. No outono de 1986, Šaško entrou no seminário maior e iniciou os estudos de teologia e filosofia na Faculdade Teológica Católica da Universidade de Zagreb. Após a conclusão do segundo ano de estudos em 1988, Šaško foi para Roma para o Pontifício Ateneu de Santo Anselmo, onde permaneceu até 1994 e continuou seus estudos na Pontifícia Universidade Gregoriana, onde se formou em 1991. No mesmo ano, ele foi ordenado diácono pela Arquidiocese de Zagreb e iniciou estudos de pós-graduação e especialização em liturgia no Pontifício Ateneu de Santo Anselmo. Em 28 de junho de 1992, Šaško foi ordenado sacerdote da Arquidiocese de Zagreb pelo cardeal Franjo Kuharić. Obteve o título de Mestre em 10 de junho de 1994. Nesse mesmo ano, tornou-se membro do Pontifício Colégio Croata de São Jerônimo.e continuou escrevendo uma tese de doutorado. Šaško defendeu com sucesso uma dissertação em 28 de novembro de 1997, com a tese Dona, munera, sancta temperos - e omnibus... facere digneris: dinamismo pneumatologici part Canone Romano. Ricerca e proposta per una rilettura teologico-liturgica . 

## Carreira
Em 1996, Šaško voltou para a Croácia e começou a trabalhar como assistente no Departamento de liturgia da Faculdade Teológica Católica de Zagreb. A partir do ano 2000 trabalhou como docente no mesmo departamento. De 2002 a 2007, foi chefe do Departamento de liturgia. Desde 2001 é membro da Assembleia dos prebendados da catedral de Zagreb. Em 2008 foi nomeado cônego da Catedral Kaptol de Zagreb. Em Janeiro de 2005 foi nomeado Presidente da Comissão para a criação da Universidade Católica da Croácia, e ainda hoje, após a abertura da Universidade em 2006, continua como Presidente da Comissão da Universidade. Em abril de 2005 foi eleito professor associado no Departamento de liturgia da Faculdade Teológica Católica de Zagreb. Ele é membro do conselho editorial da revista científica Bogoslovska smotra.  Em outubro de 2005, Šaško participou do IX Sínodo Geral Ordinário dos Bispos no Vaticano , em um grupo de Assistentes do Secretário Especial do Sínodo. Durante três visitas pastorais do Papa João Paulo II à Croácia, ele foi um dos responsáveis pela preparação das celebrações litúrgicas.
Em 11 de fevereiro de 2008, o Papa Bento XVI nomeou Šaško bispo auxiliar de Zagreb e bispo titular de Rotary. O cardeal Josip Bozanić o ordenou em 29 de março de 2008.